# Oscar Fisker Mølgaard
Oscar Fisker Mølgaard, född 18 februari 2005 i Frederikshavn, är en dansk professionell ishockeyspelare som spelar för HV71 i SHL.

## Karriär
Fisker Mølgaard påbörjade sin karriär i Frederikshavn IK. Han kom till Sverige och HV71 inför säsongen 2021/2022, där han först började spela i klubbens J18-lag. Samma säsong spelade han också i J20-laget. Fisker Mølgaard fick i början av säsongen 2022/2023 chansen i HV71:s A-lag som ersättare till skadade Joonas Nättinen. Han noterades för 4 poäng på 16 matcher (3+1) innan han den 6 december 2022 skrev på sitt första seniorkontrakt med klubben.
Fisker Mølgaard draftades av Seattle Kraken i andra rundan i 2023 års draft som 52:a spelare totalt.

## Klubbar
- Frederikshavn IK (moderklubb)

- HV71 (2021–)